# Écluzelles
Écluzelles és un municipi francès, situat al departament de l'Eure i Loir i a la regió de Centre – Vall del Loira. L'any 2007 tenia 155 habitants.

## Demografia

### Població
El 2007 la població de fet d'Écluzelles era de 155 persones. Hi havia 64 famílies, de les quals 16 eren unipersonals (4 homes vivint sols i 12 dones vivint soles), 24 parelles sense fills, 20 parelles amb fills i 4 famílies monoparentals amb fills.
La població ha evolucionat segons el següent gràfic:
Habitants censats

### Habitatges
El 2007 hi havia 80 habitatges, 66 eren l'habitatge principal de la família, 9 eren segones residències i 6 estaven desocupats. 79 eren cases i 1 era un apartament. Dels 66 habitatges principals, 62 estaven ocupats pels seus propietaris i 4 estaven llogats i ocupats pels llogaters; 9 tenien tres cambres, 14 en tenien quatre i 43 en tenien cinc o més. 63 habitatges disposaven pel capbaix d'una plaça de pàrquing. A 30 habitatges hi havia un automòbil i a 31 n'hi havia dos o més.

### Piràmide de població
La piràmide de població per edats i sexe el 2009 era:
| Homes | Edats   | Dones |
| ----- | ------- | ----- |
| 0     | 95 o +  | 0     |
| 0     | 90 a 94 | 0     |
| 4     | 85 a 89 | 4     |
| 0     | 80 a 84 | 4     |
| 4     | 75 a 79 | 8     |
| 4     | 70 a 74 | 0     |
| 0     | 65 a 69 | 0     |
| 4     | 60 a 64 | 12    |
| 12    | 55 a 59 | 12    |
| 16    | 50 a 54 | 8     |
| 0     | 45 a 49 | 4     |
| 8     | 40 a 44 | 4     |
| 8     | 35 a 39 | 4     |
| 0     | 30 a 34 | 0     |
| 4     | 25 a 29 | 4     |
| 8     | 20 a 24 | 4     |
| 4     | 15 a 19 | 8     |
| 4     | 10 a 14 | 0     |
| 4     | 5 a 9   | 0     |
| 4     | 0 a 4   | 4     |

## Economia
El 2007 la població en edat de treballar era de 99 persones, 77 eren actives i 22 eren inactives. De les 77 persones actives 71 estaven ocupades (37 homes i 34 dones) i 6 estaven aturades (2 homes i 4 dones). De les 22 persones inactives 11 estaven jubilades, 4 estaven estudiant i 7 estaven classificades com a «altres inactius».

### Ingressos
El 2009 a Écluzelles hi havia 69 unitats fiscals que integraven 168 persones, la mediana anual d'ingressos fiscals per persona era de 22.440 €.

### Activitats econòmiques
Dels 4 establiments que hi havia el 2007, 1 era d'una empresa d'hostatgeria i restauració, 1 d'una empresa immobiliària i 2 d'empreses classificades com a «altres activitats de serveis».
L'únic servei als particulars que hi havia el 2009 era un restaurant.
L'any 2000 a Écluzelles hi havia 4 explotacions agrícoles.

## Poblacions més properes
El següent diagrama mostra les poblacions més properes.